# Birger Jarls torg
Birger Jarls torg est une place publique sur Riddarholmen à Gamla stan, la vieille ville de Stockholm, en Suède .

## Histoire
La place s'appelait autrefois Riddarholmstorget, mais au milieu du XIXe siècle, elle a été appelée Birger Jarls torg d'après Birger Jarl, traditionnellement considéré comme le fondateur de Stockholm. Une statue de lui a été érigée sur la place en 1854. Elle a été conçue par le sculpteur suédois Bengt Erland Fogelberg (1786-1854) .
La place est entourée de six palais, principalement occupés par diverses autorités gouvernementales (Ancien Parlement, palais de Wrangel, Palais Schering Rosenhane, Palais Sparre, Palais Stenbock et Palais Hessenstein). Le quartier se trouve isolé par l'artère de circulation Centralbron (Voir Riddarholmen). Juste au sud de la place se trouve l'église de Riddarholmen.

## Bâtiments de Birger Jarls torg
- Hebbeska huset (nr 1)
- Hessensteinska palatset (nr 2)
- Riddarholmskyrkan (nr 3)
- Stenbockska palatset (nr 4)
- Gamla riksdagshuset (nr 5)
- Östra Gymnasiehuset (nr 7)
- Västra Gymnasiehuset (nr 9)
- Schering Rosenhanes palats (nr 10)
- Sparreska palatset (nr 11)
- Kammarrättens hus (nr 13)
- Wrangelska palatset (nr 16)

## Galerie

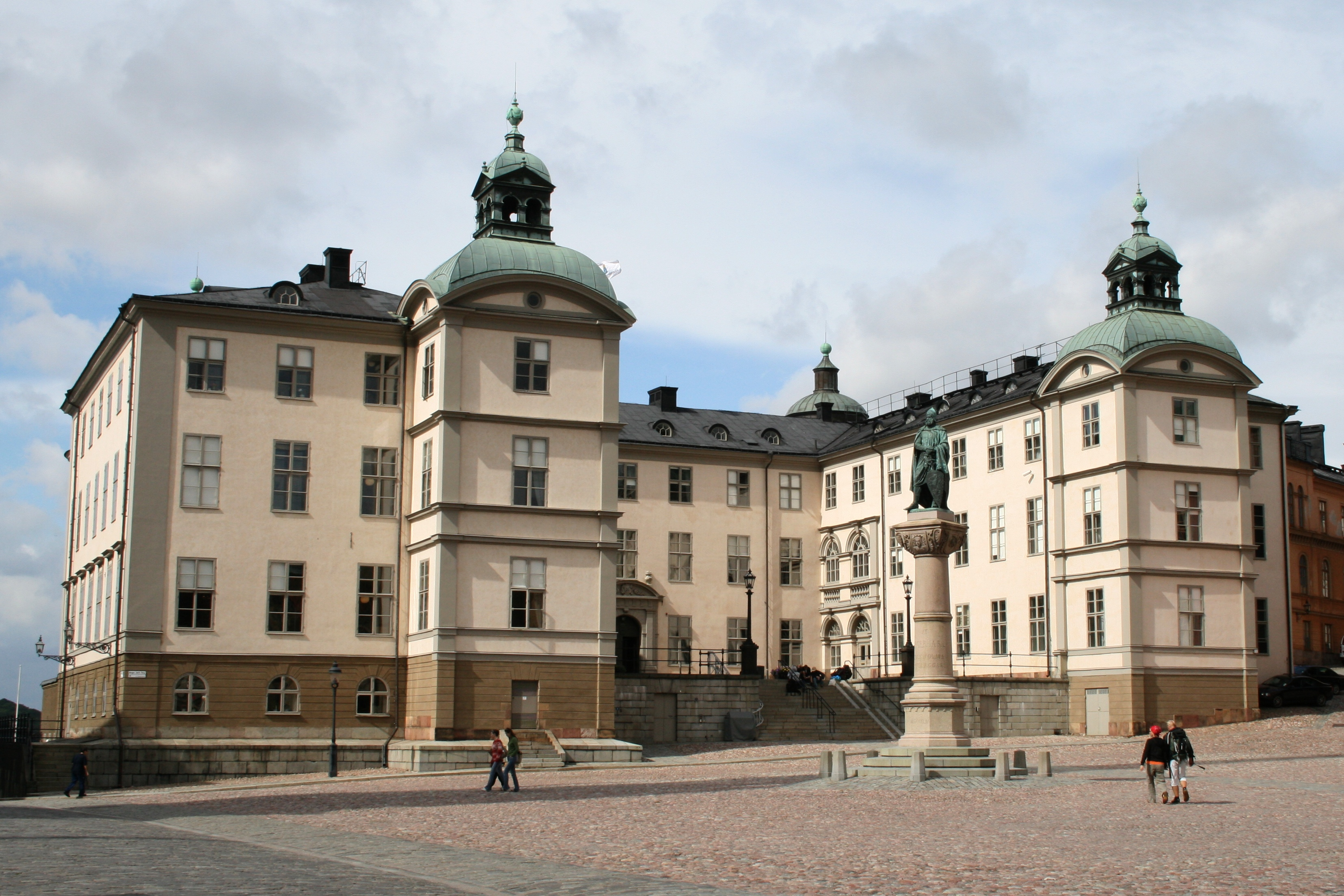
Palais de Wrangel.
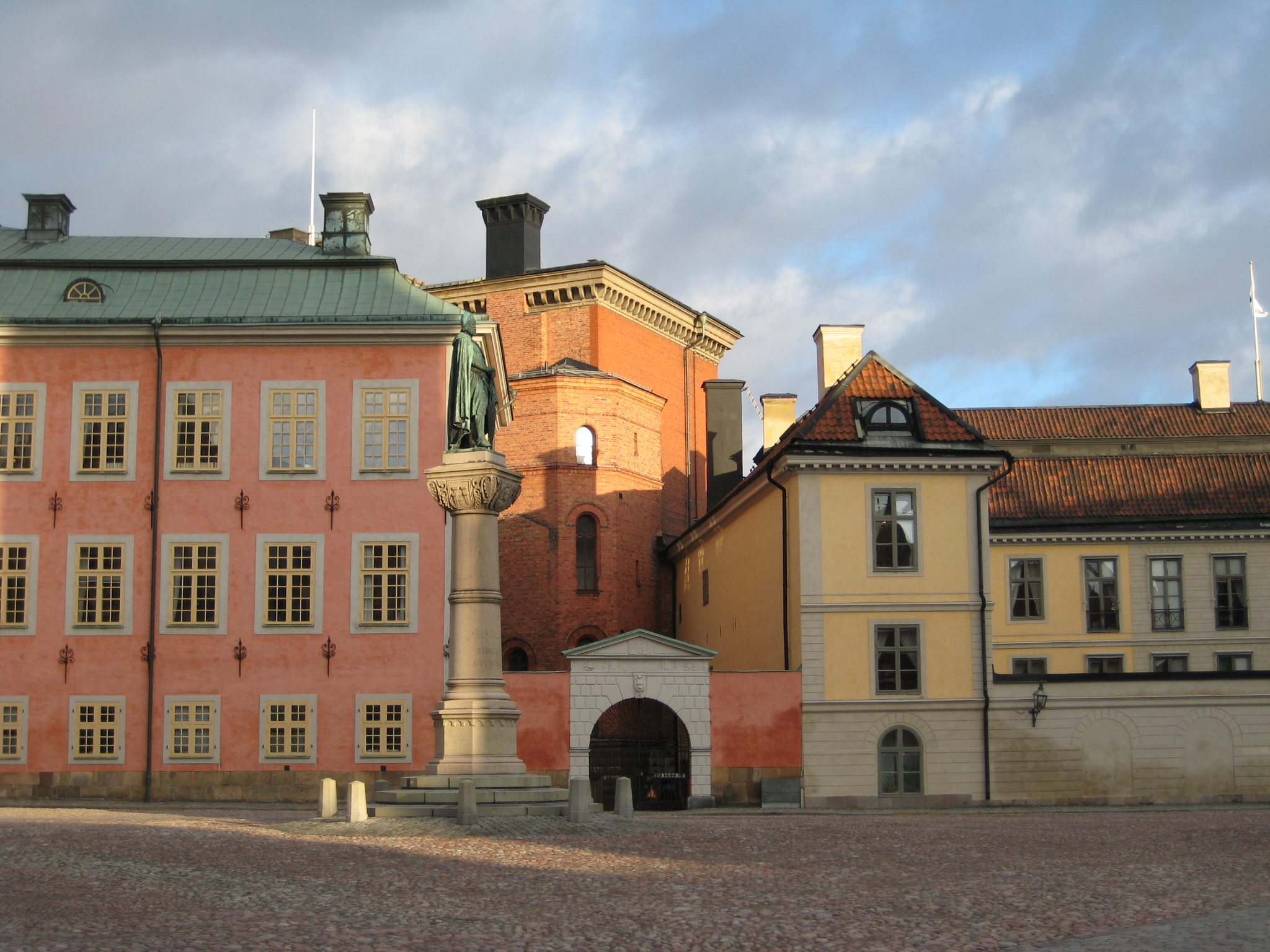
Birger Jarls torg avec la statue de Birger Jarl.
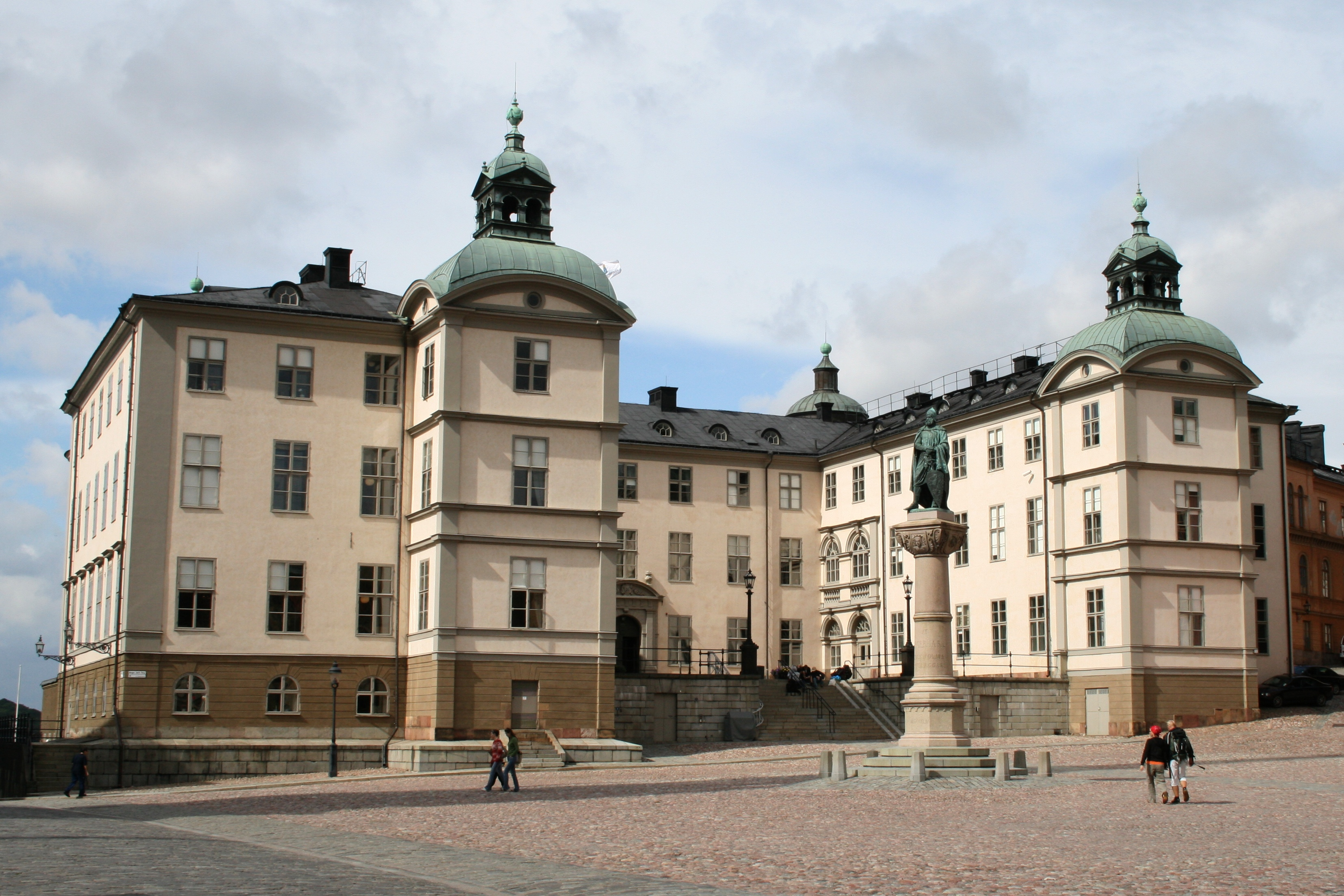
Wrangelska palatset
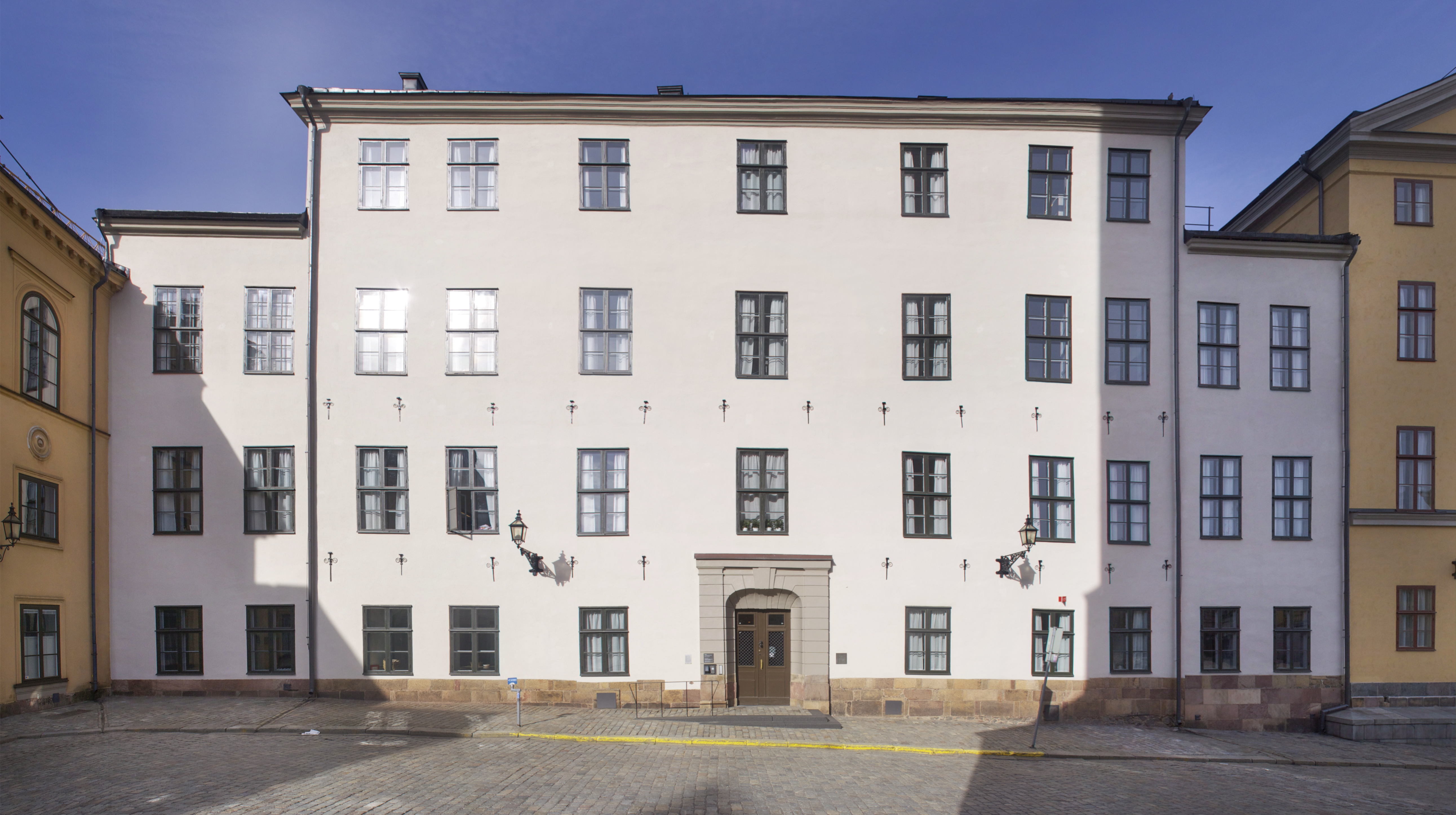
Sparreska palatset